# Gazprombank
Gazprombank (Russisch: Газпромбанк) is de zakenbank van het grootste gasbedrijf ter wereld: Gazprom. De belangrijkste aandeelhouders zijn Gazprom en het pensioenfonds van Gazprom. Gazprombank is qua omzet de op twee na grootste bank van Rusland.
Gazprombank werd in 1990 opgericht om financiële diensten te verlenen aan de Russische gassector. Gazprombank beschikt over een kantorennetwerk in Rusland en over kantoren in Wit-Rusland, Zwitserland, Armenië, China, Mongolië en India.
In december 2005 werd bekendgemaakt dat Dresdner Bank, een dochterbedrijf van bank-verzekeraar Allianz AG, uit Duitsland voornemens was een belang van 33% in Gazprombank te kopen. Voor zo'n € 680 miljoen zou de Duitse bank 6,67 miljoen aandelen kopen. De transactie is niet doorgegaan, moedermaatschappij Gazprom vond het bedrag te laag en besloot medio 2006 het belang te verkopen voor 1,3 miljard dollar aan het pensioenfonds van het gasbedrijf.
In navolging van andere Russische banken, Sberbank, Vnesjtorgbank en Rosbank, was ook Gazprombank van plan om in 2007 een beursnotering aan te vragen in Moskou. Deze beursgang zou passen in de ontwikkeling, verbreding en verdieping, van de Russische effectenbeurs, waar hoofdzakelijk energiegerelateerde bedrijven genoteerd stonden. De beursgang werd afgeblazen en na geruchten in 2010 bevestigde de bank dat er geen plannen waren voor een beursgang in de voorzienbare toekomst. Gazprom houdt 35% van de aandelen en het Gazprom pensioenfonds 47%.
Na de Russische invasie van Oekraïne in februari 2022, volgden zware economische sancties door westerse landen tegen Rusland. De Europese Unie besloot zeven Russische banken uit Society for Worldwide Interbank Financial Telecommunication (SWIFT) te verwijderen: Bank Otkritie, Novikombank, Promsvyazbank, Rossiya Bank, Sovcombank, Vnesheconobank (VEB) en VTB Bank. Sberbank en Gazprombank blijven binnen SWIFT.